# Can't Let Go (bài hát của Mariah Carey)
"Can't Let Go" là một bài hát của nghệ sĩ thu âm người Mỹ Mariah Carey nằm trong album phòng thu thứ hai của cô, Emotions (1991). Nó được phát hành như là đĩa đơn thứ hai trích từ album vào ngày 23 tháng 10 năm 1991 bởi Columbia Records. Bài hát được đồng viết lời và sản xuất bởi Carey và Walter Afanasieff, cộng tác viên quen thuộc xuyên suốt sự nghiệp của cô. Sau khi chấm dứt mối quan hệ hợp tác với Ben Margulies bởi một số tranh cãi về tài chính, Carey được khuyến khích làm việc với những nhà sản xuất từ album phòng thu đầu tay mang chính tên cô (1990), bao gồm Afanasieff vốn đã hợp tác trong đĩa đơn năm 1990 của nữ ca sĩ "Love Takes Time". "Can't Let Go" là một bản pop và R&B ballad kết hợp với những yếu tố từ soul mang nội dung đề cập đến tâm trạng và nỗi nhớ của một cô gái đối với một mối tình đã kết thúc, mặc dù cô đã cố gắng níu kéo để giữ lại mối quan hệ, đã thu hút nhiều sự so sánh bởi một số điểm tương đồng với "Love Takes Time".
Sau khi phát hành, "Can't Let Go" nhận được những phản ứng tích cực từ các nhà phê bình âm nhạc, trong đó họ đánh giá cao chất giọng của Carey cũng như quá trình sản xuất nó, đồng thời gọi đây là một điểm nhấn nổi bật từ Emotions. Bài hát cũng gặt hái một số thành công đáng ghi nhận về mặt thương mại, vươn đến top 10 ở Canada và top 20 ở Vương quốc Anh, đồng thời lọt vào nhiều bảng xếp hạng ở một số quốc gia, bao gồm những thị trường lớn như Úc, Hà Lan và New Zealand. Tại Hoa Kỳ, nó đạt vị trí thứ hai trên bảng xếp hạng Billboard Hot 100, trở thành đĩa đơn thứ sáu liên tiếp của Carey vươn đến top 2, nhưng cũng chấm dứt kỷ lục về số lượng đĩa đơn quán quân đầu tay liên tiếp trong sự nghiệp của cô tại đây. Mặc dù đạt được những lượt yêu cầu phát sóng liên tục trên đài phát thanh, "Can't Let Go" vẫn không thể vươn đến vị trí số một sau khi Columbia Records quyết định ngưng phát hành đĩa đơn vật lý cho bài hát để thúc đẩy doanh số tiêu thụ cho album.
Video ca nhạc cho "Can't Let Go" được đạo diễn bởi Jim Sonzero và thực hiện dưới phông nền đen trắng, trong đó bao gồm những cảnh Carey hát khi đang đứng ở một góc tường, xen kẽ với hình ảnh một bông hoa hồng được mở ra và đóng lại ở đầu và cuối video. Để quảng bá bài hát, nữ ca sĩ đã trình diễn nó trên nhiều chương trình truyền hình và lễ trao giải lớn, bao gồm The Arsenio Hall Show, The Des O'Connor Show, Saturday Night Live, Soul Train và chương trình đặc biệt MTV Unplugged +3, cũng như trong nhiều chuyến lưu diễn của cô. Kể từ khi phát hành, "Can't Let Go" đã được hát lại và sử dụng làm nhạc mẫu bởi nhiều nghệ sĩ, như Kelly Clarkson, Diplo và Gucci Mane, cũng như xuất hiện trong nhiều album tuyển tập của Carey, bao gồm Greatest Hits (2001), The Ballads (2008) và The Essential Mariah Carey (2011). Tuy nhiên, Sharon Taber và Ron Gonzalez đã đệ đơn kiện nữ ca sĩ và Afanasieff về việc sử dụng trái phép bài hát của họ, "Right Before My Eyes", nhưng vụ kiện đã bị bác bỏ.

## Danh sách bài hát
Đĩa CD maxi tại châu Âu
1. "Can't Let Go" (radio chỉnh sửa) - 3:49
2. "To Be Around You" - 4:38
3. "Can't Let Go" (bản album) - 4:27

Đĩa CD #1 tại Anh quốc
1. "Can't Let Go" (radio chỉnh sửa) - 3:49
2. "To Be Around You" - 4:38
3. "The Wind" - 4:42

Đĩa CD #2 tại Anh quốc
1. "Can't Let Go" (radio chỉnh sửa) - 3:49
2. "I Don't Wanna Cry" - 4:47
3. "All In Your Mind" - 4:43

## Xếp hạng
| Bảng xếp hạng (1991-92)                  | Vị trí cao nhất |
| ---------------------------------------- | --------------- |
| Australia (ARIA)                         | 63              |
| Canada (RPM)                             | 3               |
| Canada Adult Contemporary (RPM)          | 1               |
| Hà Lan (Single Top 100)                  | 77              |
| New Zealand (Recorded Music NZ)          | 21              |
| Anh Quốc (OCC)                           | 20              |
| Hoa Kỳ Billboard Hot 100                 | 2               |
| Hoa Kỳ Adult Contemporary (Billboard)    | 1               |
| Hoa Kỳ Hot R&B/Hip-Hop Songs (Billboard) | 2               |

| Bảng xếp hạng (1992)                 | Vị trí |
| ------------------------------------ | ------ |
| Canada Adult Contemporary (RPM)      | 11     |
| US Billboard Hot 100                 | 23     |
| US Adult Contemporary (Billboard)    | 11     |
| US Hot R&B/Hip-Hop Songs (Billboard) | 24     |